# Budynek Seminaryjna 3 w Bydgoszczy

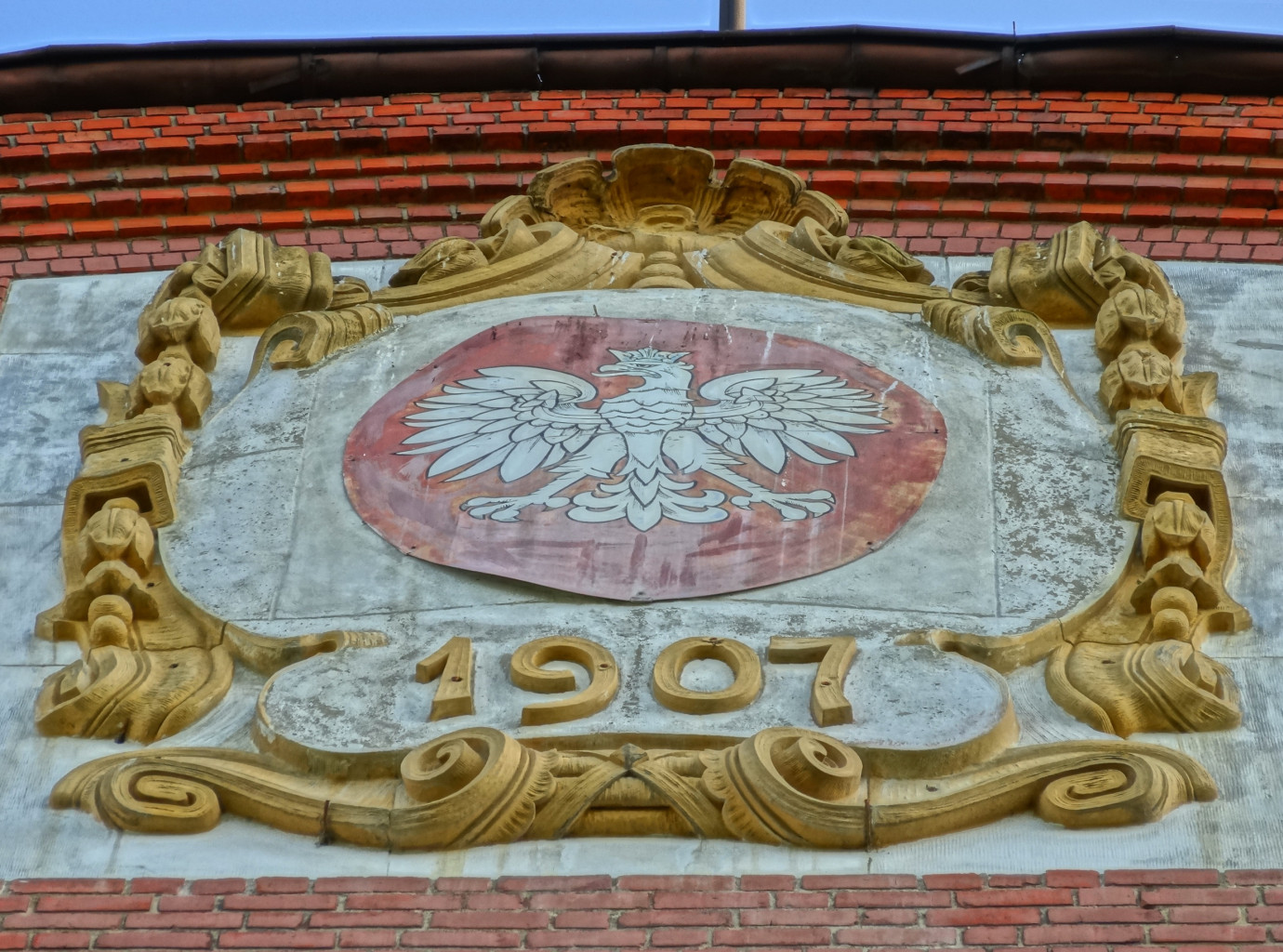
Kartusz z datą

Budynek Seminaryjna 3 w Bydgoszczy – zabytkowy budynek oświatowy, położony przy ul. Seminaryjnej 3 w Bydgoszczy.

## Położenie
Budynek stoi w południowej pierzei ul. Seminaryjnej na osiedlu Wilczak. Mieści się na wzgórzu, w okresie pruskim zwanym imieniem Naumanna (niem. Naumannshöhe). Budynek sąsiaduje od wschodu z Kujawsko-Pomorskim Centrum Pulmonologii.

## Historia

### Okres pruski
Budynek został wzniesiony w latach 1905–1907 dla Katolickiego Seminarium Nauczycielskiego, zaliczanego do średnich szkół państwowych w Bydgoszczy. Powstał według projektu mistrza budowlanego Lehwesse i inspektora budowlanego Heumanna.
Seminarium zostało utworzone w 1907 r. – ze szkołą ćwiczeń i preparandą dla kandydatów, którzy nie posiadali dostatecznego przygotowania do podjęcia nauki w zakładzie. Seminarium finansowane było ze środków państwowych. Miało ono katolicki charakter wyznaniowy i oprócz Niemców przyjmowało również Polaków.

### Okres międzywojenny
Po przejściu Bydgoszczy w granice II Rzeczypospolitej, już w pierwszym dniu objęcia władzy przez Polaków w Bydgoszczy 20 stycznia 1920 r. seminarium zostało przejęte z rąk niemieckich. Wynikało to z tego, że najbardziej pilną sprawą dla władz było zapewnienie szkolnictwu wykwalifikowanych kadr, władających językiem polskim. Jeszcze w styczniu 1920 r. przeprowadzono egzamin z języka polskiego wśród seminarzystów, który zdało 73 osoby i z nich utworzono pierwsze 5 klas seminaryjnych.
Dyrektorem placówki do 1928 r. był ks. Jan Filipiak. Budynek szkolny zapewniał placówce doskonałe warunki lokalowe. W szkole znajdował się internat dla uczniów zamiejscowych, a obok budynek mieszkalny dla nauczycieli. Wewnątrz, na spoczniku klatki schodowej prowadzącej do auli (służącej także jako kaplica szkolna) znajdowało się wykonane z brązu popiersie Józefa Piłsudskiego.
Nauka w Państwowym Seminarium Nauczycielskim Męskim trwała 5 lat. Program nauczania obejmował przedmioty ogólnokształcące w zakresie zbliżonym do nauki gimnazjalnej oraz podstawowe przedmioty pedagogiczne. Dość szeroko uwzględniono także przedmioty artystyczno-techniczne (muzyka, śpiew, rysunki, prace ręczne), których znajomość była przydatna nie tylko w pracy szkolnej, lecz także w działalności środowiskowej. Przy seminarium istniała tzw. szkoła ćwiczeń, w której uczniowie odbywali praktyki zawodowe i która była dostępna dla wszystkich dzieci. Cechowała się lepszym wyposażeniem, niż inne bydgoskie szkoły powszechne, lecz pobierano w niej opłaty na pomoce naukowe.
W szkole kształciło się jednorazowo ok. 200-250 seminarzystów. W ciągu całej działalności seminarium opuściło 449 maturzystów. Skład społeczny uczniów cechował się przewagą młodzieży ze sfer drobnomieszczańskich i wiejskich.
Reforma oświaty z 1932 r. spowodowała zawieszenie działalności seminarium. W opustoszałym budynku znalazło swoją przejściową siedzibę prywatne gimnazjum Polskiego Towarzystwa Szkolnego, a w internacie zamieszkała młodzież z innych szkół bydgoskich. Dopiero w roku szkolnym 1938/1939 rozpoczęło działalność Państwowe Liceum Pedagogiczne, które przyjęło do I klasy 26 uczniów. Był to już jednak ostatni rok szkolny przed wybuchem wojny, która przerwała rozwój polskiego szkolnictwa w Bydgoszczy.

### Okres okupacji niemieckiej
W czasie okupacji hitlerowskiej budynek szkolny zajmowany był okresowo przez oddziały wojskowe. Zniszczono wówczas płaskorzeźbę orła polskiego, zawieszoną nad wejściem głównym. W 1943 r. umieszczono w budynku Żeńskie Seminarium Nauczycielskie, które przygotowywało ideologicznie przygotowaną niemiecką kadrę nauczycielską, jako instrument germanizacji. W roku szkolnym 1943/1944 uczyło się w placówce 230 dziewcząt.

### Okres powojenny
Po zakończeniu II wojny światowej 1 września 1945 r. wznowiono działalność Państwowego Liceum Pedagogicznego. Początkowo szkoła mieściła się w kamienicy przy ul. Gdańskiej 22, a od 1 września 1946 r. przeniosła się do gmachu przy ul. Seminaryjnej 3. Parter zajmowała Szkoła Ćwiczeń, pierwsze piętro przeznaczone było dla klas licealnych, a na drugim znajdowała się aula oraz internat powiększony w latach 50. XX w. o poddasze. W 1951 r. we wnętrzu ufundowano tablicę pamiątkową ku pamięci 5 nauczycieli przedwojennego Liceum zamordowanych podczas okupacji hitlerowskiej.
W latach 1950–1954 dyrektorem szkoły był późniejszy rektor WSP w Gdańsku Ludwik Bandura. W 1962 r. rozpoczęto stopniową likwidację szkoły, zakończoną w 1964 r. W ciągu swego powojennego istnienia placówka wykształciła 1384 absolwentów. W ich gronie byli m.in. późniejszy rektor Wyższej Szkoły Pedagogicznej w Bydgoszczy, prof. dr hab. Edmund Trempała, dyrektor Pałacu Młodzieży, posłanka mgr Dorota Kempka i inni.
W 1967 r. budynek został przekazany na potrzeby Wyższej Szkoły Inżynierskiej w Bydgoszczy, która umieściła w nim reaktywowany w 1966 r. Wydział Technologii Chemicznej oraz Bibliotekę Główną uczelni. W 1974 r. Wyższa Szkoła Inżynierska połączyła się z bydgoską filią Akademii Rolniczej w Poznaniu i zmieniła nazwę na Akademia Techniczno-Rolnicza, a w 2006 r. na Uniwersytet Technologiczno-Przyrodniczy im. Jana i Jędrzeja Śniadeckich, a w 2021 r. na Politechnika Bydgoska im. Jana i Jędrzeja Śniadeckich.
W 1978 r. po oddaniu do użytku pierwszych obiektów Ośrodka ATR w Fordonie, przeniesiono do nich Bibliotekę Główną. W 2003 r. Wydział Technologii i Inżynierii Chemicznej otrzymał prawa do nadawania stopnia doktora w dziedzinie nauk chemicznych.

## Architektura
Budynek reprezentuje styl historyzujący. Jest wzniesiony na rzucie wydłużonego prostokąta, z ryzalitem środkowym od frontu i bocznymi skrzydłami. Cały kompleks zabudowy złożony jest z wielu brył o zróżnicowanej wysokości. Większość jest podpiwniczona; korpus główny i skrzydła boczne są trzykondygnacyjne, a ryzalit środkowy nieco wyższy. Do elewacji tylnej od wschodu przylega prostokątne skrzydło, w którym mieści się dawna sala gimnastyczna.
Budynki nakryte są dachami mansardowymi. Wejście główne w ryzalicie zamknięte jest łukiem koszowym, a w III kondygnacji (auli) znajdują się trzy duże okna zamknięte łukiem pełnym. Nad środkowym oknem znajduje się rama kartuszowa z datą „1907”, oznaczającą rok ukończenia budowy obiektu.
Ceglane elewacje urozmaicone są wąskimi tynkowanymi płycinami.
Jesienią 2016 rozpoczęto remont obiektu. W jego trakcie, w kwietniu 2017 w wieży budynku znaleziono gazety („Ilustrierte Zeitung fur Blechindustrie”), ulotki, list i wizytówkę z 1906 r..

## Galeria

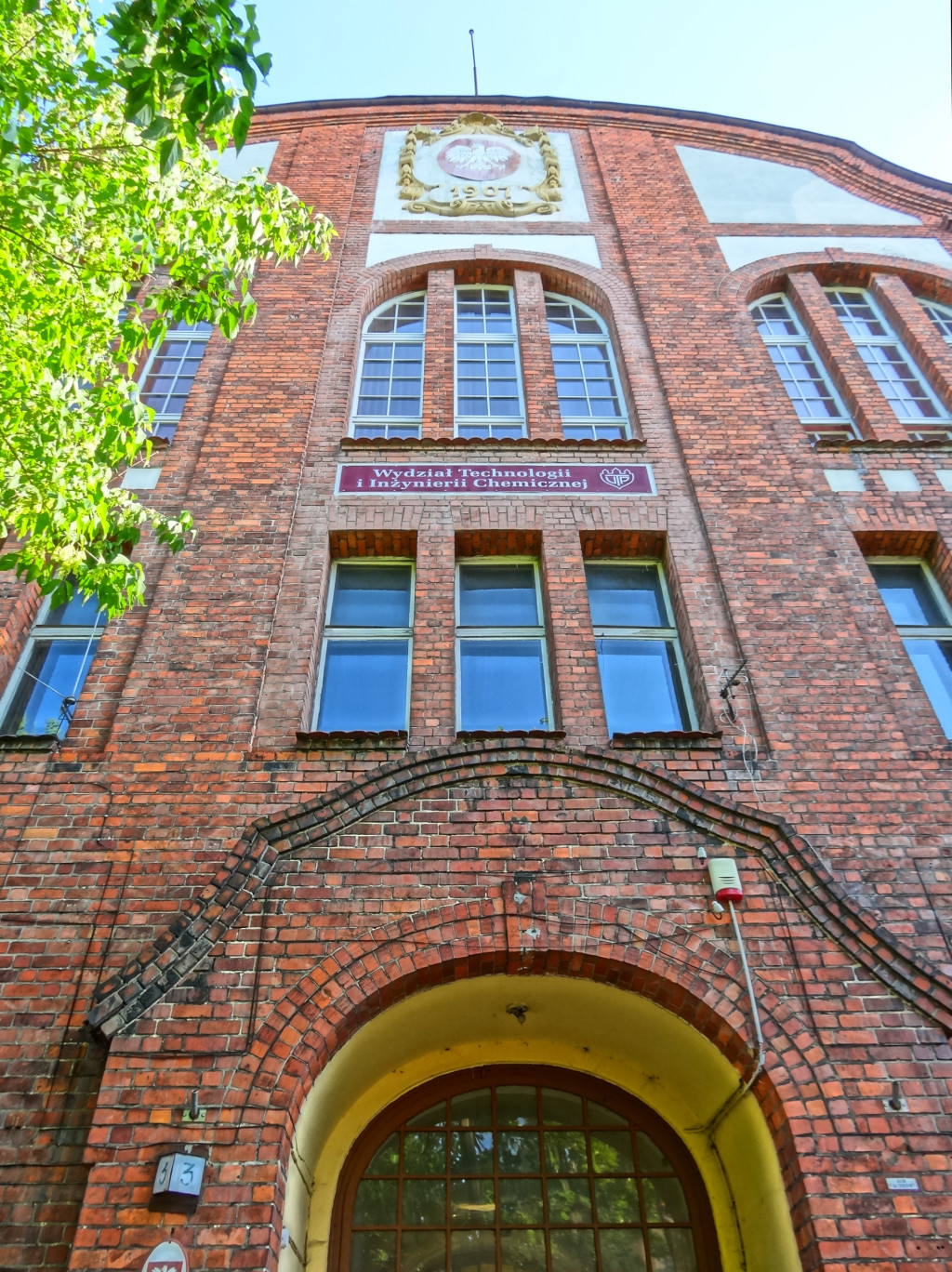
Ryzalit
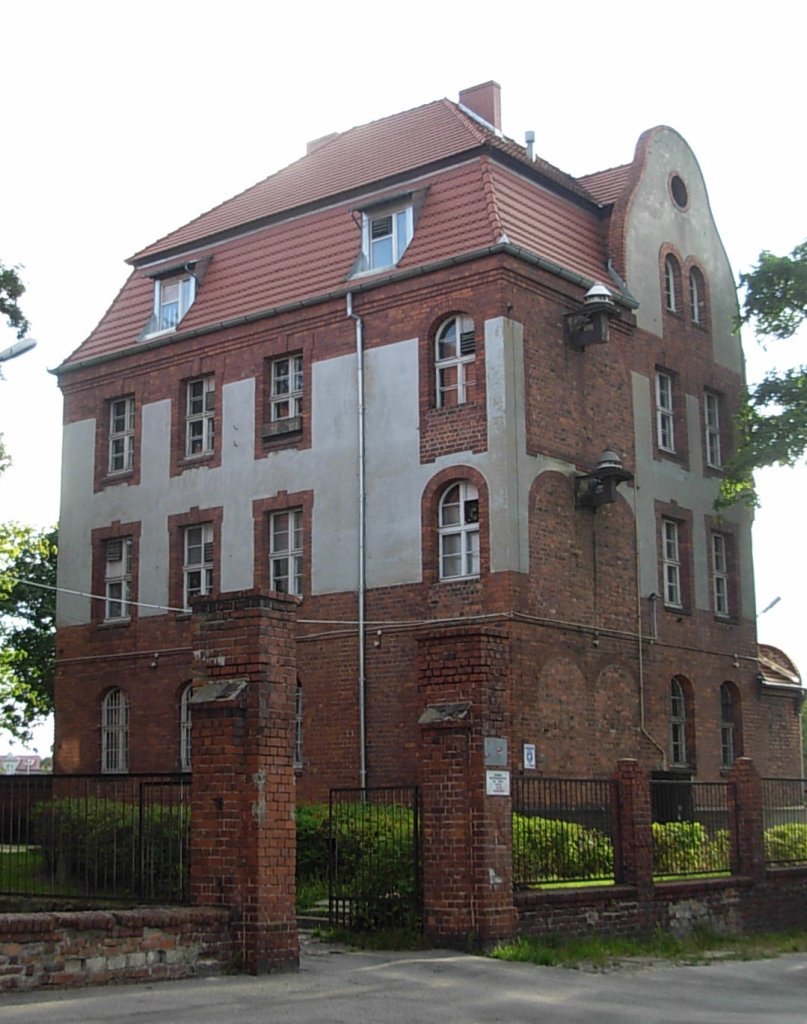
Budynek mieszkalny wchodzący w skład kompleksu
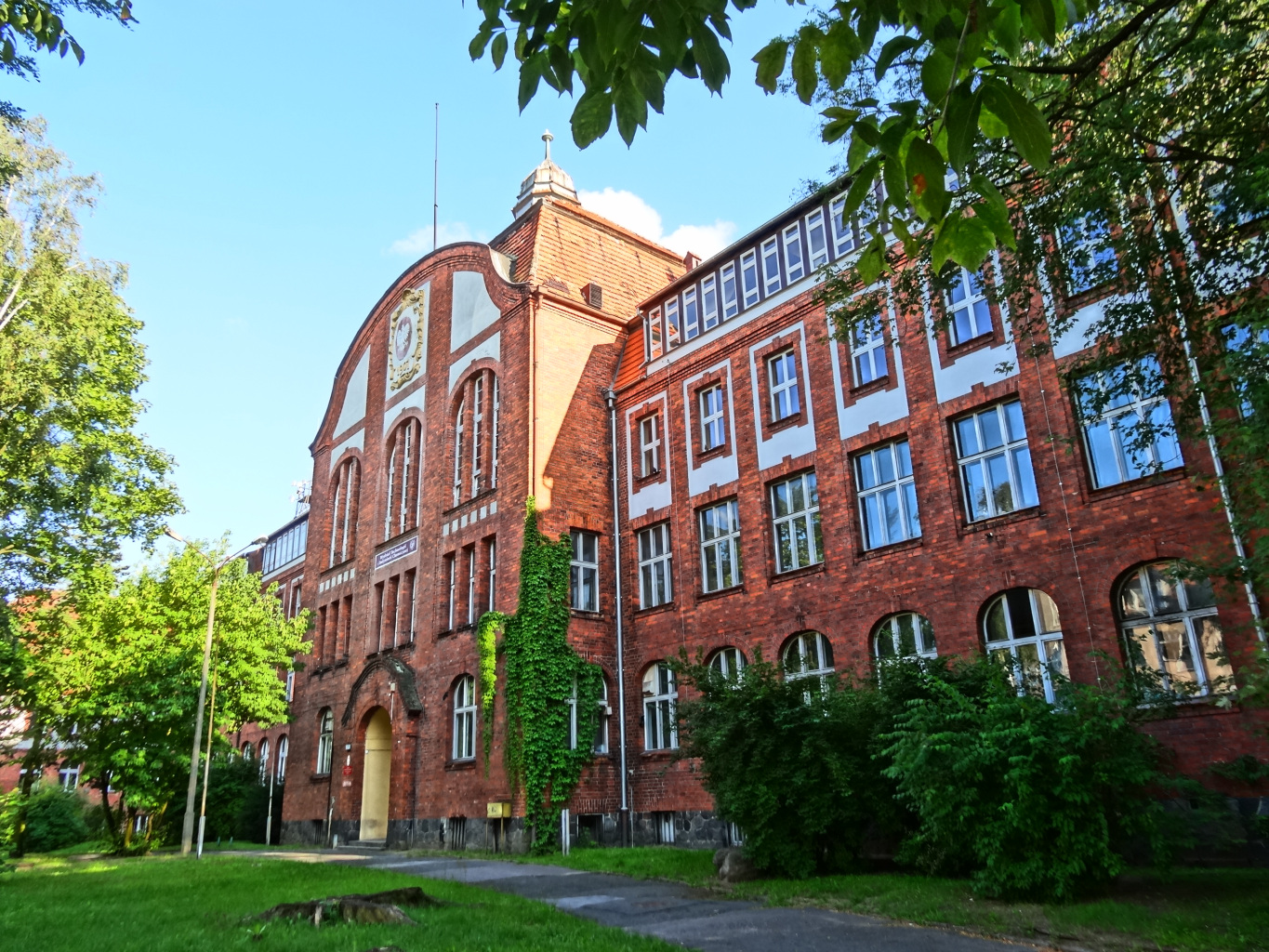
Front